# Плоское (Тюменская область)
Плоское — деревня в Армизонском районе Тюменской области России. Входит в состав Ивановского сельского поселения.

## История
В «Списке населенных мест Российской империи» 1871 года издания (по сведениям 1868—1869 годов) населённый пункт упомянут как казённая деревня Плоская Ишимского округа Тобольской губернии, при озере Плоском, расположенная в 150 верстах от окружного центра города Ишим. В деревне насчитывалось 67 дворов и проживало 354 человека (178 мужчин и 176 женщин).
В 1926 году в деревне имелось 178 хозяйств и проживало 820 человек (371 мужчина и 419 женщин). Функционировала школа I ступени. В административном отношении являлась центром Плосковского сельсовета Армизонского района Ишимского округа Уральской области.

## География
Деревня находится в южной части Тюменской области, в лесостепной зоне, в пределах Ишимской равнины, к югу от озера Долгое, на расстоянии примерно 9 километров (по прямой) к северо-востоку от села Армизонское, административного центра района. Абсолютная высота — 132 метра над уровнем моря.

### Часовой пояс
Деревня Плоское, как и вся Тюменская область, находится в часовой зоне МСК+2. Смещение применяемого времени относительно UTC составляет +5:00.

## Население
| 1989 | 2002 | 2010 |
| ---- | ---- | ---- |
| 17   | ↗153 | ↘106 |

Гендерный состав
По данным Всероссийской переписи населения 2010 года в гендерной структуре населения мужчины составляли 51,9 %, женщины — соответственно 48,1 %.
Национальный состав
Согласно результатам переписи 2002 года, в национальной структуре населения русские составляли 90 % из 153 чел.

## Улицы
Уличная сеть деревни состоит из двух улиц.